# Битка на Дњепру
Битка на Дњепру (енгл. Battle of the Dnieper), вођена у јесен 1943, била је одлучујућа совјетска победа на Источном фронту у Другом светском рату.

## Позадина
Гонећи немачке снаге потучене у курској бици, совјетске снаге су у јесен 1943. избиле на Дњепар широким фронтом (око 750 км) од ушћа Сожа до Запорожја. У намери да зауставе надирање Црвене армије на јакој воденој препреци, немачке групе армија Југ и Центар ужурбано су организовале одбрану на десној обали Дњепра, док су на левој држале мостобране код Кијева, Кременчуга, Дњепропетровска и Запорожја. Насељена места на десној обали Дњепра Немци су организовали као јаке отпорне тачке. Међупросторе су браниле покретне групе (аутоматичари, тенкови и самоходна оруђа), а резерве су размештене групно на раскрсницама прилазних путева реци.

## Совјетско форсирање Дњепра
Да би спречили консолидацију немачке одбране, предњи делови совјетског Централног, Вороњешког, Степског и Југозападног фронта извршили су форсирање Дњепра из покрета, углавном приручним средствима (празна бурад, сплавови, чамци, свежњеви сувог дрвећа итд), дотуреним јединицама од партизана и месног становништва.

### Централни фронт
Наступајући на левом крилу Централног фронта, совјетска 13. армија форсирала је Дњепар северно од Кијева 22. септембра у свитање. Истог дана заузела је 30 км широк и 2-10 км дубок мостобран, а наредног дана образовала је мостобран и на ушћу Припета. До краја септембра 13. армија водила је борбу за очување тих мостобрана, одбијајући противнападе немачке 5, 8. и 12. пешадијске дивизије и 7. оклопне дивизије.
Северније, совјетске 61. и 65. армија, такође из састава Централног фронта, форсирале су Дњепар 16. октобра и образовале мостобран јужно од Лојева.

### Вороњешки фронт
Јединице Вороњешког фронта почеле су форсирање Дњепра предњим деловима 38, 3. оклопне, 40, и 47. армије крајем септембра 1943. Први покушај 38. армије да форсира реку 26. септембра није успео. Њене снаге су тек 10. октобра успеле да образују 15 км широк и 5-10 км дубок мостобран у рејону Ново-Петровци (рус. Ново-Петровцы). Снаге 3. оклопне,40. и 47. армије форсирале су Дњепар 22. септембра и образовале мање мостобране: у рејону Великог Букрина (рус. Вольшой Букрин) 3. оклопна армија, северно 40, а јужно 47. армија. До краја септембра пребачени делови совјетског Воронешког фронта одбијали су жестоке противнападе Немаца. Покушаји тих совјетских снага да прошире и споје мостобране, нису успели.

### Степски и Југозападни фронт
Предњи делови Степског фронта прешли су Дњепар неопажено - 25. корпус из 7. гардијске армије ноћу 24/25. септембра у рејону Кременчуга, а 62. пешадијска дивизија из 37. армије 26/27. септембра у рејону Мишурин Рог. Образоване мостобране (4-5 км по фронту и дубини) јединице Степског фронта до 10. октобра успеле су да прошире, али не и да повежу. До краја септембраи јединице југозападног фронта су форсирале Дњепар својим десним крилом код Дњепропетровска, а левокрилне снаге фронта избиле су 14. октобра на реку у рејону Запорожја.

## Последице
Форсирањем Дњепра из покрета на широком фронту, совјетске снаге нису дозволиле непријатељу да концентрацијом снага на ужим одсецима интервенише ради уништења пребачених делова, односно образованих мостобрана. Због одсуства формацијских средстава за прелаз реке (нарочито понтонирског материјала), која се на места прелаза нису могла у довољној мери и правовремено дотурити због немачког обимног рушења и разарања на издуженим правцима совјетског наступања, пребачени совјетски делови били су за извесно време лишени ефикасније подршке. Због тога је Немцима пошло за руком да привремено блокирају мостобране и онемогуће њихово повезивање. Међутим, пошто су привучене снаге и средства, совјетске снаге предузеле су с образованих мостобрана офанзивна дејства већ половином новембра.

### Совјетски партизани
У форсирању Дњепра драгоцену подршку јединицама Црвене армије пружили су украјински партизани, који су дејствима у непријатељевој позадини ометали интервенције немачких резерви, сачекивали предње совјетске делове и снабдевали их приручним средствима за прелазак преко реке, пружали им податке о најпогоднијим местима за прелаз, распореду отпорних тачака непријатеља и др.